# Anastasija Tatareva
Anastasija Alekseevna Tatareva (in russo Анастасия Алексеевна Татарева?; Ekaterinburg, 19 luglio 1997) è una ginnasta russa, specializzata nella ginnastica ritmica, vincitrice della medaglia d'oro nella gara a squadre alle Olimpiadi di Rio de Janeiro 2016 e di quella d'argento a quelli di Tokyo 2020.

## Biografia
Tatareva è entrata a far parte ufficialmente della squadra della Russia di ginnastica ritmica nel 2014, vincendo lo stesso anno una medaglia d'oro e un argento agli Europei di Baku. Diventa poi per la prima volta campionessa mondiale nel corso dei campionati di Stoccarda 2015, salendo sul gradino più alto del podio nel concorso generale e nelle 6 clavette / 2 cerchi, mentre nei 5 nastri deve accontentarsi del secondo posto dietro l'Italia.
Ha rappresentato la Russia ai Giochi olimpici di Rio de Janeiro 2016, con cui si è laureata campionessa nel concorso a squadre.
Ha vinto la medaglia d'argento ai Giochi olimpici di Tokyo 2020 nel concorso a squadre, gareggiando sotto la sigla ROC, a seguito dell'esclusione della Russia per doping di Stato.

## Palmarès

### Per la Russia
- Giochi olimpici

Rio de Janeiro 2016: oro nel concorso a squadre
- Campionati mondiali di ginnastica ritmica

Stoccarda 2015: oro nell'all-around e nelle 6 clavette / 2 cerchi, argento nei 5 nastri.
Pesaro 2017: oro nelle 3 palle / 2 funi e nell'all-around, argento nei 5 cerchi.
Sofia 2018: oro nell'all-around, argento nelle 3 palle / 2 funi.
- Campionati europei di ginnastica ritmica

Baku 2014: oro nell'all-around, argento nelle 10 clavette.
Holon 2016: oro nell'all-around.
Guadalajara 2018: oro nel concorso a squadre e nell'all-around, bronzo nei 5 cerchi.
- Giochi europei

Baku 2015: oro nell'all-around e nei 5 nastri.
- Giochi olimpici

Tokyo 2020: argento nel concorso a squadre